# Anime comic
Un anime comic (アニメコミック?, anime komikku), anche detto animeban, è un manga realizzato utilizzando i fotogrammi di un anime cui vengono aggiunti dei balloon che riportano i dialoghi, nello stesso stile dei fotoromanzi.
Questo tipo di fumetto è spesso utilizzato in Giappone per pubblicare rapidamente in forma cartacea le storie di anime che differiscono dal manga originario da cui sono tratti, come ad esempio nel caso di lungometraggi (un esempio è l'anime comic di Akira), ovvero di anime su un soggetto originale.
A differenza dei normali manga sono interamente a colori, ed è possibile che i dialoghi differiscano dalla versione animata, soprattutto perché tendono ad essere più sintetici.
In Italia gli anime comic comparvero sul Corriere dei Piccoli negli anni ottanta.